# 26 novembre 2012
Le lundi 26 novembre 2012 est le 331e jour de l'année 2012.

## Décès
- Georges Clerc (né le 1er juillet 1922), homme politique suisse
- José Gonzalvo Uson (né le 6 avril 1921), militaire espagnol
- Joseph Murray (né le 1er avril 1919), médecin et chirurgien américain
- Julius Veselka (né le 8 février 1943), homme politique lituanien
- Martin Richards (né le 11 mars 1932), producteur de cinéma américain
- Pierre Valcour (né le 8 juillet 1931), acteur canadien
- Robert Francès (né le 4 décembre 1919), psychologue français
- Suzanne Joly (née le 16 mars 1914), pianiste française
- Theo Brandmüller (né le 2 février 1948), compositeur allemand de la Nouvelle Musique

## Événements
- Ouverture du 18e Congrès du parti communiste chinois à Pékin au cours duquel Hu Jintao cèdera son poste de secrétaire général du Parti communiste au nouveau numéro un chinois, Xi Jinping[1],[2].
- Explosion dans une centrale électrique d'Electrabel à Nimègue aux Pays-Bas endommageant fortement le toit et une partie latérale de la centrale.  Une fumée blanche s'échappe du toit et un important bruit dû à la décompression de la chaudière persiste. Il n'y a pas de blessé ni de victime[3],[4],[5].
- Le prix Décembre est décerné à Mathieu Riboulet pour son livre Les Œuvres de Miséricorde[6].
- Le chef de la CIA, le général David Petraeus, présente sa démission en raison d'une relation extraconjugale[7].
- Ouverture de la COP 18 à Doha
- Création du parti indien Aam Aadmi Party
- Première version du logiciel Prometheus
- Sortie du manga Food Wars!
- Sortie du film français La Clinique de l'amour
- Début de la série télévisée Les Revenants
- Sortie de l'album Futur de Booba
- Sortie de l'album Lequel de nous de Patrick Bruel
- Sortie de l'album Vernet-les-Bains de Cali
- Sortie de la chanson My Life de 50 Cent